# 阮福洪健
阮福洪健（越南语：／，1837年5月6日—1895年7月15日），越南阮朝绍治帝第十子，生母良妃武氏媛，嘉兴王阮福洪休同母弟。

## 生平
明命十八年四月初二日（1837年5月6日），阮福洪健在順化京城出生，年少好學。嗣德五年（1852年）二月，受封為安福郡公（越南语：／）。嗣德三十六年（1883年）六月，嗣德帝去世，阮文祥和尊室說廢黜嗣君阮福膺禛，擁立朗國公阮福洪佚即位，是為協和帝。晉光禮成，協和帝晉封阮福洪健為常國公（越南语：／）。同年十一月，協和帝遭阮文祥和尊室說廢黜，改立建福帝阮福膺祜，廢除協和帝加封諸爵位。十一月，建福帝以阮福洪健未參與協和帝密謀而重新晉封其為常國公（越南语：／）。同慶三年（1888年）十月，降封為安福郡公（越南语：／）。成泰元年（1889年）恢復國公原爵。成泰三年（1891年）十二月，成泰帝晉封其為安福公（越南语：／）。成泰七年閏五月二十三日（1895年7月15日），阮福洪健去世，壽五十九歲，葬於香水縣居正總平安邑。成泰十一年（1899年），成泰帝追封其為安福郡王（越南语：／），賜諡莊恭。在香水縣東嘉邑建祠祭祀。
阮福洪健性格豪爽，喜愛山水花木，愛與文人墨客交往，常常長談至深夜。晚年身體不好，借抽鴉片緩解病痛，因而上癮。他與皇叔海國公阮福綿𡪠感情較好，往來親密，引來時人議論。

## 家庭

### 妻妾
- 阮氏賢，承天府人，阮之權之女，生長子阮福膺异

### 子女
阮福洪健共有12子10女。本房後裔按照御賜廾字部起名。
- 長子，生母阮氏賢，嗣德九年（1856年）出生，襲封安福郡公。
- 子阮福膺弇